# Ciclón Batsirai
El intenso ciclón tropical Batsirai fue un ciclón tropical mortal que afectó fuertemente a Madagascar en febrero de 2022, convirtiéndose en el ciclón tropical más fuerte en azotar Madagascar desde el ciclón Enawo en 2017. Tocó tierra dos semanas después de que el Ciclón tropical Ana provocara inundaciones mortales en el país insular a fines de enero. La segunda perturbación tropical, el primer ciclón tropical y el primer ciclón tropical intenso de la temporada de ciclones del océano Índico sudoccidental 2021-22, Batsirai se originó a partir de una perturbación tropical que se notó por primera vez el 24 de enero de 2022. Su intensidad fluctuó y se convirtió en una tormenta tropical moderada el 27 de enero de 2022, después de lo cual inesperadamente se intensificó rápidamente hasta convertirse en un intenso ciclón tropical. Luego se debilitó y luchó por intensificarse durante los próximos días debido a la cizalladura del viento y al aire seco presentes, donde se debilitó después de un tiempo. Posteriormente, entró en condiciones mucho más favorables, se intensificó rápidamente una vez más a un ciclón de categoría 4 de alto nivel en la escala Saffir-Simpson mientras avanzaba hacia Madagascar. La tormenta pasó por un ciclo de reemplazo de la pared del ojo.al día siguiente, y fluctuó en intensidad antes de tocar tierra en Madagascar como un ciclón de categoría 3, y luego se debilitó rápidamente debido al terreno montañoso de la isla.
Las islas Mauricio y Reunión sufrieron daños por la tormenta, aunque los efectos fueron relativamente menores. Se informaron 123 muertes, 121 en Madagascar y 2 en Mauricio, debido a Batsirai, y las evaluaciones de daños aún continúan. A medida que se acercaba la tormenta, Madagascar preparó suministros de recuperación, con preocupaciones de inundaciones significativas debido a la geografía más árida del país. las naciones unidastambién apoyó la preparación y los esfuerzos de socorro después de la tormenta, ya que se esperaba que millones se vieran afectados por ella. Batsirai tocó tierra en el país a principios del 5 de febrero, provocando fuertes impactos e interrumpiendo en gran medida el suministro eléctrico y las comunicaciones en las zonas afectadas. Pueblos enteros fueron devastados, con miles de estructuras dañadas o destruidas. Después de que pasó la tormenta, miles de personas fueron evacuadas a refugios temporales. Batsirai ha dejado al menos 112.000 desplazados y 124.000 viviendas afectadas.

## Historia meteorológica
El ciclón Batsirai se originó en un área de convección que se designó como Invest 96S sobre la parte este de la cuenca el 23 de enero, ubicada aproximadamente a 493 millas náuticas (913 km; 567 millas) de las Islas Cocos. La perturbación también se ubicó dentro de un entorno marginalmente favorable para un mayor desarrollo, con altos niveles de cizalladura vertical del viento , compensada por temperaturas cálidas en la superficie del mar de alrededor de 29 a 30 °C (84 a 86 °F). El Centro Conjunto de Alerta de Tifones (JTWC) dio una baja probabilidad de ciclogénesis potencial dentro de las próximas 24 horas. Un día después, a las 00:30 UTC, la agencia elevó la probabilidad a media luego de que el sistema mejorara gradualmente su patrón convectivo. Más tarde, a las 21:30 UTC del mismo día, la agencia emitió una alerta de formación de ciclones tropicales (TCFA) para Invest 96S, luego de notar su oscuro centro de circulación de bajo nivel. Mientras tanto, al mediodía del 25 de enero, el Météo-France La Réunion (MFR) reconoció el mismo sistema de baja presión y luego lo actualizó al estado de perturbación tropical a las 06:00 UTC del día siguiente. Según ellos, la convección del sistema había dado señales de una organización gradual desde el 24 de enero. El centro se había definido mejor con nubes bajas que convergían hacia él en un patrón circular definido, lo que sugiere que se había formado una circulación cerrada. El MFR lo actualizó aún más a una depresión tropical a las 12:00 UTC del mismo día, mientras continuaba mejorando su estructura convectiva a lo largo de su centro de bajo nivel. Después de que su actividad convectiva se interrumpiera brevemente después de las 18:00 UTC debido al aire seco, el JTWC posteriormente inició avisos sobre el sistema y lo clasificó como ciclón tropical 08S a las 03:00 UTC del día siguiente.
Batsirai reanudó su intensificación después de convertirse en tormenta tropical severa a las 06:00 UTC del día siguiente. Nueve horas después, el JTWC lo actualizó a ciclón tropical de categoría 1. A las 03:00 UTC del 30 de enero, el JTWC lo actualizó aún más a un ciclón tropical de categoría 2 después de notar un cielo cubierto denso central bien definido y una característica de ojo de microondas. El MFR lo actualizó aún más al estado de ciclón tropical al mediodía. Tres horas más tarde, el JTWC lo actualizó a un ciclón tropical de categoría 3, ya que su pared del ojo se había expandido y también desarrolló un ojo estenopeico de 5 millas náuticas (9,3 km; 5,8 millas) de ancho. Sin embargo, esto duró poco y se debilitó al estado de Categoría 1 a las 03:00 UTC del 1 de febrero, cuando su ojo en forma de agujero de alfiler colapsó y su pared del ojo se desorganizó, posiblemente debido a la influencia del aumento de la cizalladura vertical del viento. A las 15:00 UTC del mismo día, sin embargo, regresó a un estado de Categoría 2, ya que logró consolidarse y su ojo reapareció en las imágenes de satélite. Tres horas más tarde, el MFR lo actualizó a un intenso ciclón tropical. A las 03:00 UTC del 2 de febrero, el ciclón experimentó otra ronda de rápida intensificación, pasando de un ciclón tropical de categoría 2 a categoría 4. La pared de su ojo se organizó rápidamente y también desarrolló un ojo de 15 millas náuticas (28 km; 17 millas) de ancho. Después de alcanzar su punto máximo a las 12:00 UTC, las imágenes satelitales mostraron la formación de otra pared del ojo y signos de debilitamiento. Se debilitó a un sistema de Categoría 3 durante este tiempo. Después de completar el ciclo de reemplazo de la pared del ojo , la tormenta nuevamente se intensificó brevemente en un sistema de Categoría 4, y MFR determinó que la presión barométrica central de Batsirai había caído rápidamente a 934 hPa (mbar; 27,58pulgadas Hg). Se debilitó nuevamente a un sistema de Categoría 3, aunque aún mantuvo su estructura convectiva general.
Debilitándose gradualmente debido a la interacción terrestre con Madagascar , tocó tierra a las 17:30 UTC del 5 de febrero cerca de la ciudad de Nosy Varika. MFR declaró que Batsirai había degenerado en una depresión terrestre, y el JTWC la degradó a tormenta tropical. El sistema entró en el Canal de Mozambique , y el MFR volvió a actualizar el sistema a una tormenta tropical moderada. Para el 7 de febrero, se debilitó a un mínimo remanente antes de hacer la transición a un ciclón postropical . A pesar de la actividad convectiva fluctuante, la alta cizalladura del viento y las bajas temperaturas de la superficie del mar, debido a las fuerzas baroclínicas, la MFR mejoró el sistema a una tormenta tropical moderada una vez más. Luego experimentó una transición subtropical según el JTWC, y la agencia dejó de emitir avisos sobre el sistema a las 15:00 UTC del 8 de febrero. MFR emitió su último aviso sobre la tormenta el 8 de febrero, ya que nuevamente hizo la transición a un ciclón postropical, y el sistema se observó por última vez el 11 de febrero. with the system being last noted on 11 February.

## Preparaciones
Se proyectó que el área de llegada a tierra de Batsirai acumularía hasta 250 a 500 mm (10 a 20 pulgadas) de lluvia. [48] Se predijo que la capital del país, Antananarivo , tendría 150 milímetros (6 pulgadas) de lluvia. Se desplegaron equipos de búsqueda y rescate en Brickaville , Manakara y Morondava. La Red START reservó $567,000 para brindar asistencia. Los miembros del HCT actualizaron las listas de existencias de emergencia y ayudaron a reabastecer artículos humanitarios. La agencia de gestión de desastres del gobierno del país también trabajó con UNOSAT, y también se preparó asistencia aérea cuando se acercó Batsirai. Se anticiparon inundaciones extensas en las tierras altas del este, sureste y centro y daños importantes. También se esperaba que la tormenta causara más daños de lo habitual debido a la deforestación que experimentó el país en los últimos 20 años. Se pronosticó que la tercera ciudad más grande de la nación, Antsirabe , recibiría más de 250 milímetros (10 pulgadas) de lluvia.
Se esperaba que Batsirai empeorara la escasez de alimentos y las emergencias en el país. Las escuelas se cerraron el 4 de febrero y se aconsejó a los residentes de las zonas bajas y costeras que se marcharan. También se temía que la tormenta obstaculizara los efectos de alivio de la tormenta tropical Ana semanas antes. Se esperaba que la tormenta afectara a 4,4 millones de personas en 14 distritos, con 595.000 directamente. Se esperaba el desplazamiento de más de 150.000 habitantes. La FICR lanzó una recaudación de fondos para ayudar a las posibles víctimas de la tormenta. Se pronosticaron olas de hasta 15 m (50 pies) a medida que la tormenta se acercaba a la costa. Las Naciones Unidas trabajaron con agencias de ayuda para ayudar con la preparación y las consecuencias. Se almacenaron artículos humanitarios y se pusieron en espera aviones de rescate. Un portavoz de la organización OCHA de la ONU afirmó que se esperaba que el impacto de Batsirai fuera "considerable". Washington Post}}</ref> The storm was also feared to hamper the relief effects of Tropical Storm Ana weeks before.

## Impacto

### Mauricio
Junto con el aeropuerto, todos los servicios de transporte fueron cerrados debido al impacto. Las ráfagas de viento alcanzaron los 155 km/h (96 mph), y la lluvia totalizó 180 mm (7 pulgadas) en otras áreas del país insular. Se reportaron dos muertes. Los árboles habían sido arrancados de raíz en muchas áreas, y al menos 7.500 hogares enfrentaron cortes de energía. Un total de 138 personas buscaron refugio en los centros de evacuación. El paseo marítimo de Mahébourg fue dañado por grandes olas, con varias sillas y mesas arrastradas al mar.,

### Reunión
Al menos 36.000 personas en la isla se quedaron sin electricidad cuando se acercó Batsirai, con 10.000 todavía sin electricidad el 7 de febrero. Varias personas resultaron heridas, y la tormenta causó envenenamiento por monóxido de carbono en 10 personas.  Once marineros quedaron varados en un petrolero durante la tormenta y fueron rescatados el 4 de febrero. Las pérdidas agrícolas se estimaron en 47 millones de euros (53,3 millones de dólares).

### Madagascar
La comunicación fue escasa inicialmente cuando la tormenta tocó tierra. Las condiciones de Batsirai provocaron cortes de energía y obligaron a muchas personas a mudarse a refugios. Los árboles cayeron y las redes eléctricas quedaron fuera de servicio, así como también las casas fueron destruidas. Al menos 112.000 personas fueron desplazadas por la tormenta, con 91.000 quedaron sin hogar. Los techos de varias casas fueron volados por completo, y muchas palmeras de coco grandes fueron derribadas.  Algunas casas se redujeron a solo marcos de madera, y un sobreviviente dijo que el daño se parecía a un "incendio" y que era el "ciclón más fuerte que [alguien] había experimentado". Mananjary y Manakarase vieron particularmente afectados, ya que el primero tuvo al menos 26.000 desplazados solo, y también sufrió daños en el hospital y la prisión. Una gran parte de Madagascar todavía estaba anegada por Ana semanas antes, y la llegada de Batsirai empeoró los efectos.
Nosy Varika fue fuertemente dañada. Un funcionario describió los daños como si fueran "bombardeados", y se informó que el 95% de los edificios estaban destruidos. Las inundaciones cortaron el acceso a la ciudad. Los postes eléctricos cayeron y los techos fueron arrancados en la ciudad de Fianarantsoa, que también resultó fuertemente inundada. Un deslizamiento de tierra fue causado por el ciclón en la región de Haute Matsiatra. Las inundaciones y los escombros dejaron intransitables 17 puentes y 17 caminos, así como al menos 69 aulas completamente destruidas y 439 dañadas; esto dejó a más de 9.000 niños sin poder asistir a clases, con 403 en Mananjary solo. Después de que pasó la tormenta, los canales y ríos ya inundados continuaron creciendo. En Mananjary y las áreas circundantes, los primeros informes indicaron que se inundaron más de 6.000 edificios, la mitad de ellos destruidos. El presidente de Madagascar , Andry Rajoelina , mostró imágenes del techo de metal de una iglesia torcido, junto con otros daños en línea después de su visita a Mananjary. Los árboles frutales y los arrozales fueron arrancados e inundados en la ciudad y otras áreas, lo que obstaculizó la cosecha que estaba a solo dos semanas de distancia. El tiempo que se tardaba en viajar al pueblo en coche se incrementó varios días debido a los daños. Las carreteras principales que conectan la capital con áreas más pequeñas quedaron cortadas, lo que dificultó aún más los esfuerzos de socorro.
El vuelo aéreo de UNHAS descubrió que la región de Fitovinany sufrió mayormente daños por inundaciones; con varias comunidades recibiendo fuertes golpes en su agricultura e infraestructura. En total, más de 17.100 viviendas resultaron dañadas, con 7.488 destruidas, 2.714 parcialmente y 6.978 inundadas. 53 centros de salud resultaron dañados y 6 destruidos. Solo en Ikongo , 87 personas murieron. Las casas colapsadas mataron a la gente mientras dormían. Un miembro del parlamento que representa al distrito también dijo que las personas también se ahogaron en las áreas inundadas allí. Hasta el 13 de febrero, se han informado 121 muertes,  incluidos 13 niños, 5 de los cuales son menores de 12 años..